# Mladen, Gabrovo
Mladen (în bulgară Младен) este un sat în comuna Sevlievo, regiunea Gabrovo,  Bulgaria. 

## Demografie
Componența etnică a satului Mladen
     Bulgari (98,13%)
     Nicio identificare (1,86%)
     Altele (0%)
La recensământul din 2011, populația satului Mladen era de 161 locuitori. Din punct de vedere etnic, majoritatea locuitorilor (98,13%) erau bulgari. Pentru 1,86% din locuitori nu este cunoscută apartenența etnică.